# Ванвір Сінґх
Ванвір (Банвір, Банбір) Сінґх (гінді बनवीर सिंह; д/н — 1540) — магарана князівства Мевар у 1536–1540 роках.

## Життєпис
Походив з династії Сесодія. Онук магарани Раймал Сінґха, син Прітхвіраджа та наложниці з нераджпутів. Коли батька було отруєно десь на початку 1500-х років був дитиною. В подальшому брав участь у військових кампаніях правителів Мевару проти Гуджаратського, Малавського і Делійського султанатів та Імперії Великих Моголів, набувши військового і державного досвіду.
1536 року після повалення магарани Вікрамадітья Сінґха став претендентом на трон. Втім стикнувся зі спротивом частини знаті, що підтримала молодшого брата поваленого — Удай Сінґха. Але вже ж Ванвір зміг захопити владу. 1537 року влаштував свято Діпдан, під час якого намагався вбити суперника, але марно.
Провів важливі адміністративні реформи, які зміцнили державу, впровадив відстрочку для населення в сплаті податків. Також надав земельні маєтності впливовим брагманам разом із скасуванням митних податків на чаранів (касти сановників і літераторів) і брагманів. У 1537 році він наказав побудувати колодязь у пам'ять про свого стрийка — магарану Санграм Сінґха. Втім не зміг отримати підтримку меварської знаті через нераджпутське походження своєї матері та її статус наложниці.
Близько 1539 року Удай Сінґх, що до того переховувався, зайняв фортецю Кумбхалгарх, де оголосив себе новим магараною. Ванвір Сінґх не зміг захопити цю фортецю. В наступній боротьбі багато знатних родів перейшли на бік Удай Сінґха. Зрештою у битві біля Маравлі Ванвір Сінґх зазнав поразки й загинув. Влада перейшла до його суперника.